# 밀라노 지하철 4호선
밀라노 지하철 4호선(이탈리아어: Linea 4)은 이탈리아 밀라노에서 운행되는 밀라노 지하철 체계의 도시 철도 노선으로, 2022년 11월 24일에 첫 개통하여 2024년 10월 12일에 전 구간이 개통되었다. 로렌테조 시의 서쪽 교외에서 시작하여 밀라노 시의 동쪽에 있는 리나테 공항까지 이어진다.
4호선의 차량은 전부 자동화 및 무인화되어있으며 코펜하겐 지하철의 차량과 비슷하다. 제3궤조 방식을 통해 전류를 공급하며, 밀라노 지하철에서 세 번째로 따르는 전력 공급 방식이다.(1호선에서는 제4궤조, 2호선과 3호선에서는 가공 전차선)

## 역사
본래 밀라노 엑스포에 맞춰 2015년에 공사를 마무리할 예정이었다. 그러나 계획과 재정상의 차질이 생겨 개통연도가 2022년 이후로 연기되었다.
4호선은 길이 15km에 21개 역이 들어서며, 연간 예상 이용객 수치는 8700만 명으로 집계되었다. 총 추산 비용은 17억 유로로, 이 중 7억 8600만 유로는 정부가 지원하고, 5억 1200만 유로는 개인 투자자가, 4억 유로는 밀라노 시가 납부하기로 했다. 4호선의 큰 특징은 완전히 자동화된 무인 열차가 운행될 예정이라는 것인데, 각 행선마다 1시간에 24,000명에서 28,000명까지 수용할 수 있도록 설계했다. 밀라노 교통공사와 임프렐리오의 합작회사가 시공을 맡았다.
2006년 3월 이탈리아 정부로부터 승인을 받았으며, 2009년 11월에는 예산을 지원받았다. 서쪽 끝에는 산 크리스토포로역에서 코리스코, 체사노보스코네, 트레차노술나빌리오까지 이어지는 구간을 연장하기로 계획되었다. 예비 조사는 2010년 중반에 시작되었다. 공사는 2011년 4월부터 가을까지 연기되었다가 결국 2011년 말에 시작되었으나, 예산 및 법적 문제가 밀라노 시에 큰 영향을 끼쳐 '리나테'-'포를라니니' 구간만 2015년 세계 박람회에 즈음하여 완공될 것으로 전망됐다.
2022년 11월 26일, 다테오역에서 리나테 아에로포르토역까지의 1차 구간이 개통되었다. 이후 2024년 10월 12일 마지막 13개 역이 개통되면서 21개역 15km 전 구간이 최종 개통되었다.

## 노선
4호선은 밀라노 남서쪽 교외 지역인 로렌테조 (산 크리스토포로역)에서 시작하여, 도심을 거쳐 동쪽의 리나테 공항과 이어진다.
산탐브로조역에서는 2호선과, 산 바빌라역에서는 1호선과 바로 환승되며, 스포르차 폴리클리니코역에서는 3호선의 미소리역과 간접 환승이 이뤄진다.
시작역인 산 크리스토포로역에서는 밀라노 산 크리스토포로역의 일반철도와 밀라노 교외 철도와 환승되며, 다테오역 (밀라노 다테오역)과 포를라니니역 (밀라노 포를라니니역)에서도 밀라노 교외 철도와 환승된다.
| 역명                  | 환승     | 개통 날짜        | 위치 |
| --------------------- | -------- | ---------------- | ---- |
| 산 크리스토포로       |          | 2024년 10월 12일 | 지하 |
| 세녜리                |          | 2024년 10월 12일 | 지하 |
| 젤소미니              |          | 2024년 10월 12일 | 지하 |
| 프라티니              |          | 2024년 10월 12일 | 지하 |
| 톨스토이              |          | 2024년 10월 12일 | 지하 |
| 볼리바르              |          | 2024년 10월 12일 | 지하 |
| 칼리포르니아          |          | 2024년 10월 12일 | 지하 |
| 코니 추냐             |          | 2024년 10월 12일 | 지하 |
| 산탐브로조            |          | 2024년 10월 12일 | 지하 |
| 데 아미치스           |          | 2024년 10월 12일 | 지하 |
| 베트라                |          | 2024년 10월 12일 | 지하 |
| 산타 소피아           |          | 2024년 10월 12일 | 지하 |
| 스포르차-폴리클리니코 | 미소리역 | 2024년 10월 12일 | 지하 |
| 산 바빌라             |          | 2023년 7월 4일   | 지하 |
| 트리콜로레            |          | 2023년 7월 4일   | 지하 |
| 다테오                |          | 2022년 11월 26일 | 지하 |
| 수사                  |          | 2022년 11월 26일 | 지하 |
| 아르곤네              |          | 2022년 11월 26일 | 지하 |
| 포를라니니역          |          | 2022년 11월 26일 | 지하 |
| 레페티                |          | 2022년 11월 26일 | 지하 |
| 리나테 공항역         |          | 2022년 11월 26일 | 지하 |

## 같이 보기
- 밀라노의 교통
- 밀라노 교외 철도
- 첸트랄레역

## 참조
- official ATM 홈페이지 보관됨 2005-11-11 - 웨이백 머신
- 밀라노 지하철 노선도 보관됨 2021-01-15 - 웨이백 머신
- 밀라노 지하철 소식지